# Lazzaro Felice
Lazzaro Felice (Engelse titel: Happy as Lazzaro) is een Italiaans-Zwitsers-Frans-Duitse film uit 2018, geschreven en geregisseerd door Alice Rohrwacher.

## Verhaal
Lazzaro is een jonge boer die in het dorpje Inviolata op het Italiaanse platteland woont. Het leven is daar al eeuwenlang onveranderd gebleven, de markies buit de boeren uit en deze profiteren van de goedwillige Lazzaro. Alles verandert wanneer Lazzaro bevriend geraakt met Tancredi, de zoon van de markies, die hem laat kennismaken met de moderne wereld.

## Rolverdeling
| Acteur            | Personage                  |
| ----------------- | -------------------------- |
| Adriano Tardiolo  | Lazzaro                    |
| Tommaso Ragno     | Tancredi                   |
| Nicoletta Braschi | Marchese Alfonsina de Luna |
| Sergi López       | Ultimo                     |
| Alba Rohrwacher   | Antonia                    |
| Carlo Tarmati     | Carletto                   |

## Release
Lazzaro Felice ging op 13 mei 2018 in première in de competitie van het filmfestival van Cannes.